# Богша Лазар
Ла́зар Богша́  (pp. н. і см. невід.) —- староруський майстер ювелірного мистецтва 12 століття, працював при дворі полоцьких князів. Відомий його високохудожній твір «Хрест Євфросинії Полоцької» (1161), оздоблений дорогоцінними каменями та мініатюрами, виконаними в техніці перегородчастої емалі.